# Coppa Italia 2009/2010
Pohárový ročník Coppa Italia 2009/10 byl 63 ročník italského poháru ve fotbalu. Soutěž začala 2. srpna 2009 a skončila 5. května 2010. Zúčastnilo se jí celkem 78 klubů.
Obhájce z minulého ročníku byl klub SS Lazio.

## Vítěz
| Coppa Italia 2009/10 FC Inter Milán (6. titul) |